# Дефакто
Дефакто (лат. de facto) је латински израз који значи „чињенично” или „у пракси”. У правном речнику дефакто означава стање у пракси које може бити различито од правно прописаног дејуре (лат. de iure, који значи „заснован на закону”).